# Юдин, Александр Юрьевич
Алекса́ндр Ю́рьевич Ю́дин (26 октября 1949, Термез — 1986) — советский шоссейный и трековый велогонщик, выступал за сборную СССР в первой половине 1970-х годов. Чемпион СССР в различных дисциплинах, чемпион республиканских первенств, победитель и призёр престижных многодневных гонок, участник летних Олимпийских игр в Мюнхене. На соревнованиях представлял команду ЦСК, заслуженный мастер спорта СССР (1975).

## Биография
Александр Юдин родился 26 октября 1949 года в городе Термез Узбекской ССР, детство провёл там же. Позже переехал в Ташкент, где начал активно заниматься велоспортом на местном бетонном треке, выступал за команду ЦСК. В общей сложности семь раз становился чемпионом СССР в различных трековых и шоссейных дисциплинах.
Благодаря череде удачных выступлений удостоился права защищать честь страны на летних Олимпийских играх 1972 года в Мюнхене — вместе с товарищами по команде Владимиром Кузнецовым, Виктором Быковым и Анатолием Степаненко сумел дойти до стадии четвертьфиналов в зачёте командной гонки преследования, но там потерпел поражение от команды Польши.
В 1973 году Юдин проехал многодневную велогонку «Тур Алжира», где занял второе место в генеральной классификации, а также принял участие в заездах «Сиркуит де ла Сарта» во Франции, где, в частности, одержал победу на втором этапе. В следующем сезоне был лучшим на трёх этапах «Тура Марокко», тогда как в итоговом общем зачёте расположился на второй строке. В 1975 году выиграл четвёртый этап «Тура Бретани» во Франции, был серебряным и бронзовым призёром этапов «Джиро дель Бергамаско» в Италии, финишировал первым на многих этапах «Тура Алжира», после чего стал в генеральной классификации третьим.
За выдающиеся спортивные достижения удостоен почётного звания «Заслуженный мастер спорта СССР». После завершения спортивной карьеры, будучи военным, продолжил службу в армии. Служил в Северной группе войск, имел звание майора.
Погиб в автокатастрофе в 1986 году.
Ежегодно в Ташкенте проходит многодневная велогонка, посвящённая памяти заслуженного мастера спорта Александра Юрьевича Юдина.